# Turbiditet
Turbiditeten är ett mått på en vätskas suspension av partiklar och mäts i NTU (Nephelometric Turbidity Unit) eller FNU (Formazin Nephelometric Unit). Kan löst kallas grumlighet.
I naturliga vatten kan hög turbiditet bero på t.ex. förekomst av fytoplankton eller att material spritts till vattnet från omgivningen. Det påverkar livet i vattnet genom att solljus inte når lika långt. I dricksvatten kan hög turbiditet vara ett tecken på dålig vattenkvalitet. 